# Andreas von Schoenaich

Andreas von Schoenaich in feldgrauer Husaren-Uniform mit Johanniterorden auf der Brust und Ordensband des Eisernen Kreuzes, II. Klasse.

Andreas Eduard Freiherr von Hoverbeck genannt von Schoenaich (* 13. August 1863 in Klein-Tromnau; † 17. November 1918 in Kiew) war ein preußischer Oberst sowie Militärhistoriker.

## Familie

Andreas von Schoenaich in Offiziersuniform mit Familie

Andreas von Schoenaich mit Tochter Camilla

Andreas von Schoenaich entstammte dem Adelsgeschlecht von Hoverbeck. Er war Sohn des Gutsbesitzers Eduard Freiherr von Hoverbeck genannt von Schoenaich (1827–1880) und dessen Ehefrau Camilla, geborene Freiin von Buddenbrock (1827–1885), Tochter des preußischen Offiziers Alfred von Buddenbrock (1796–1863). Einer seiner Brüder war der spätere Generalmajor Paul von Schoenaich.
Schoenaich heiratete am 26. September 1890 in Hamburg Frieda von Ohlendorff (1871–1937), Tochter von Heinrich Ohlendorff. Aus der Ehe stammen die Kinder Camilla (* 1891), die 1913 Günther Schmidt von Knobelsdorf, einem Sohn Konstantin Schmidt von Knobelsdorfs heiratete, und der Sohn Kuno (1894–1976), später deutscher Major.

## Karriere
Schoenaich absolvierte von ca. 1876 bis 1882 seine militärische Ausbildung im Kadettenhaus Culm sowie in der Hauptkadettenanstalt in Groß-Lichterfelde bei Berlin. Anschließend wurde er als charakterisierter Portepeefähnrich dem Hannoverschen Husaren-Regiment Nr. 15 der Preußischen Armee überwiesen. Er avancierte bis Mitte Dezember 1883 zum Sekondeleutnant. Im Husaren-Regiment von Zieten (Brandenburgisches) Nr. 3 diente er von 1895 bis 1897 als Premierleutnant und 1898/99 als Rittmeister. Anschließend wurde er als überzähliger Rittmeister versetzt, war ab 1906 Rittmeister im Husaren-Regiment „König Wilhelm I.“ (1. Rheinisches) Nr. 7 und zeitgleich an den Großen Generalstab entsandt. Im Wintersemester 1906/07 hörte er in Berlin Vorlesungen bei Otto Hintze. Von 1910 bis 1914 war er als Major dem Großen Generalstab zugeteilt. 1913 findet sich ein „Major Frhrn. v. Schoenaich“ als Geschäftsführer der Militärischen Gesellschaft in Berlin. Sein Bruder wurde Anfang 1913 Kommandeur des Husaren-Regiments „Königin Wilhelmina der Niederlande“ (Hannoversches) Nr. 15 in Wandsbek und eine Quelle beschreibt, dass Paul und Andreas gemeinsam im Wandsbeker Husaren-Regiment dienten.
Während des Ersten Weltkriegs war Schoenaich Militär Distrikt-Kommandant im Bezirk der Heeresgruppe Kiew.
Nach der Niederlage starb er am 17. November 1918 in Kiew, vermutlich durch Suizid. Seine Witwe gab an, dass er „am 17. November 1918 als Oberst beim Gouvernement Kiew aus Gram über Deutschlands Zusammenbruch freiwillig aus dem Leben schied“. Nach Aufzeichnungen seines Bruders Paul starb er „unmittelbar nach Kriegsende als Oberst in Kiew“.
Schoenaich war Rechtsritter des Johanniterordens sowie Mitglied und Logenmeister einer Freimaurerloge. Er verfasste neben seinen historischen Publikationen mehrere Vorträge zu geistlichen Themen, die postum im Verlag der Hamburger Loge „Zum Pelikan“ veröffentlicht wurden.

## Schriften (Auswahl)
- Heiteres und Ernstes jenseits der Pyrenäen. Norddeutsche Buchdruckerei- und Verlagsanstalt, Berlin 1897.
- Nachtrag zur Geschichte des Husaren-Regiments von Zieten (Brandenburgisches) Nr. 3. (zur Geschichte des Zieten’schen Husaren-Regiments von Armand von Ardenne aus dem Jahr 1874), Mittler & Sohn, Berlin 1899.
- Geschichte des 2. Garde-Dragoner-Regiments Kaiserin Alexandra von Russland. 1860–1902. Mittler & Sohn, Berlin 1902 (erste Auflage), 1910 (zweite Auflage von Oberleutnant Siegfried von Löbbecke fortgesetzt)
- Lose Skizzen aus dem Zaren-Reiche. Verlag der Hofbuchhandlung Karl Siegismund, Berlin 1904.
- Die Exekution gegen Herstal im September und Oktober 1740. In: Beiheft zum Militär-Wochenblatt. Mittler & Sohn, Berlin 1908, S. 237 ff.
- Zur Vorgeschichte der Befreiungskriege. Kriegsberichte von 1812. In: Altpreussische Monatsschrift zur Spiegelung des provinzielle Lebens in Literatur, Kunst, Wissenschaft und Industrie. Band 50, Thomas & Oppermann, 1913, S. 266 ff.